# Цечоев, Беслан Бекханович
Беслан Бекханович Цечоев (род. 3 января 1981 года, Новый Узень, Мангышлакская область) — российский ингушский государственный деятель, глава Магаса, столицы Ингушетии (с 26 октября 2015 по 20 сентября 2019 года). Автор ряда городских инновационных проектов.

## Биография
Родился в Новом Узене в Казахской ССР (ныне — г. Жанаозен в Мангистауской области Казахстана). Принадлежит к роду (тайпу) Цечой. По национальности — ингуш. До назначения на должность мэра работал советником Главы Ингушетии Юнус-Бека Евкурова, курировал информационное направление.
13 января 2015 года назначен исполняющим обязанности главы Магаса, сменив ушедшего в отставку Дауда Мальсагова. 26 октября 2015 года депутаты Городского Совета единогласно избрали Беслана Цечоева мэром Магаса. В 2016 году стал инициатором постройки триумфальной арки на въезде города — «Аланские ворота». За авторство названия и строительства данного культурного обеъкта был награждён грамотой Ассоциации развития местного самоуправления России. 20 сентября 2019 года покинул свой пост в связи с истечением срока полномочий.
Вдовец, воспитывает двоих детей.

## Награды и признание
- Член Союза журналистов России[12]
- Член международной федерации журналистов.
- Почётный гражданин города Карачаевск (Карачаево-Черкесия).
- Почётная грамота Президента Российской Федерации (2019).